# Omega X
Omega X (kor. 오메가엑스; zapisy stylizowane: OMEGA X, ΩX, O.X) − jedenastoosobowy boysband z Korei Południowej. Zadebiutowali 30 czerwca 2021 roku wydając minialbum Vamos.

## Historia

### Przed debiutem
Wszyscy członkowie Omega X debiutowali już w poprzednich zespołach: Hangyeom zadebiutował w Seven O'Clock, Jaehan w Spectrum, Hwichan w Limitless, Sebin w Snuper, Taedong w Gidongdae, Xen i Jehyun w 1Team, Kevin, Junghoon i Hyuk w ENOi, a Yechan zadebiutował 1the9.

### Debiut zVamosi single albumWhat's Goin' On
Grupa oficjalnie zadebiutowała 30 czerwca 2021 z minialbumem Vamos z głównym singlem o tej samej nazwie. 
Zespół powrócił 5 września 2021 z pierwszym single albumem What's Goin' On

### Love Me Like,Story Written in Musici debiut w Japonii
5 stycznia 2022 wydali drugi minialbum Love Me Like. 15 czerwca tego samego roku został wydany pierwszy album studyjny Story Written in Music.
10 czerwca 2022 oficjalnie ogłoszono debiut w Japonii z minialbumem Stand Up!.
1 lipca została wydana przedpremierowo wersja audio japońskiego singla „Stand up!”. 24 sierpnia oficjalnie zadebiutowali z japońskim minialbumem.

## Członkowie
- Hangyeom
- Jaehan
- Hwichan
- Sebin
- Taedong
- Xen
- Jehyun
- Kevin
- Junghoon
- Hyuk
- Yechan

## Dyskografia

### Albumy studyjne
- 낙서 (樂서): Story Written in Music

### Minialbumy

#### Koreańskie
- Vamos (2021)
- Love Me Like (2022)

#### Japońskie
- Stand Up! (2022)

### Single
Single album
- What's Goin' On (2021)